# 와타라세역
와타라세역(일본어: 渡瀬駅, わたらせえき)은 일본 군마현 다테바야시시에 있는 도부 철도 사노 선의 역이다. 역 번호는 TI 31이다.

## 역 구조
섬식 승강장 1면 3선의 지상역에서 중간의 1선은 측선이다. 역사는 선로의 북쪽에 위치하였고 승강장은 지하도에 의하여 연결된다. 자동 개찰기는 미설치되었지만, PASMO 대응 간이 개찰기가 설치되어 있다.
본 역과 다지마역 사이에 있던 기타타테바야시 화물 취급소 역 내에 설치된 자재 관리 센터 기타타테바야시 해체소(다카 산업 다테바야시 작업장)는 2003년의 화물 열차 폐지로 본 역 구내로 취급되고 있다. 이 해체장에서는 도부 철도 이외의 철도 사업자의 폐차도 전달되어 해체된다.
이른 아침과 야간에는 역무원이 부재로 이 시간대는 승하차역 증명증기보다 출입 차량 역 증명서를 받은 도착역에서 정산할 필요가 있다.

### 승강장
| 번호 | 노선    | 방향 | 행선          |
| ---- | ------- | ---- | ------------- |
| 1    | 사노 선 | 하행 | 구즈 방면     |
| 2    | 사노 선 | 상행 | 다테바야시 행 |

## 역 주변
- 와타라세강
- 다테바야시 경찰서 아시쓰기초 파출소
- 운류지
- 다테바야시 시립 제9초등학교

## 역사
- 1927년 12월 16일: 영업 개시.

## 사진

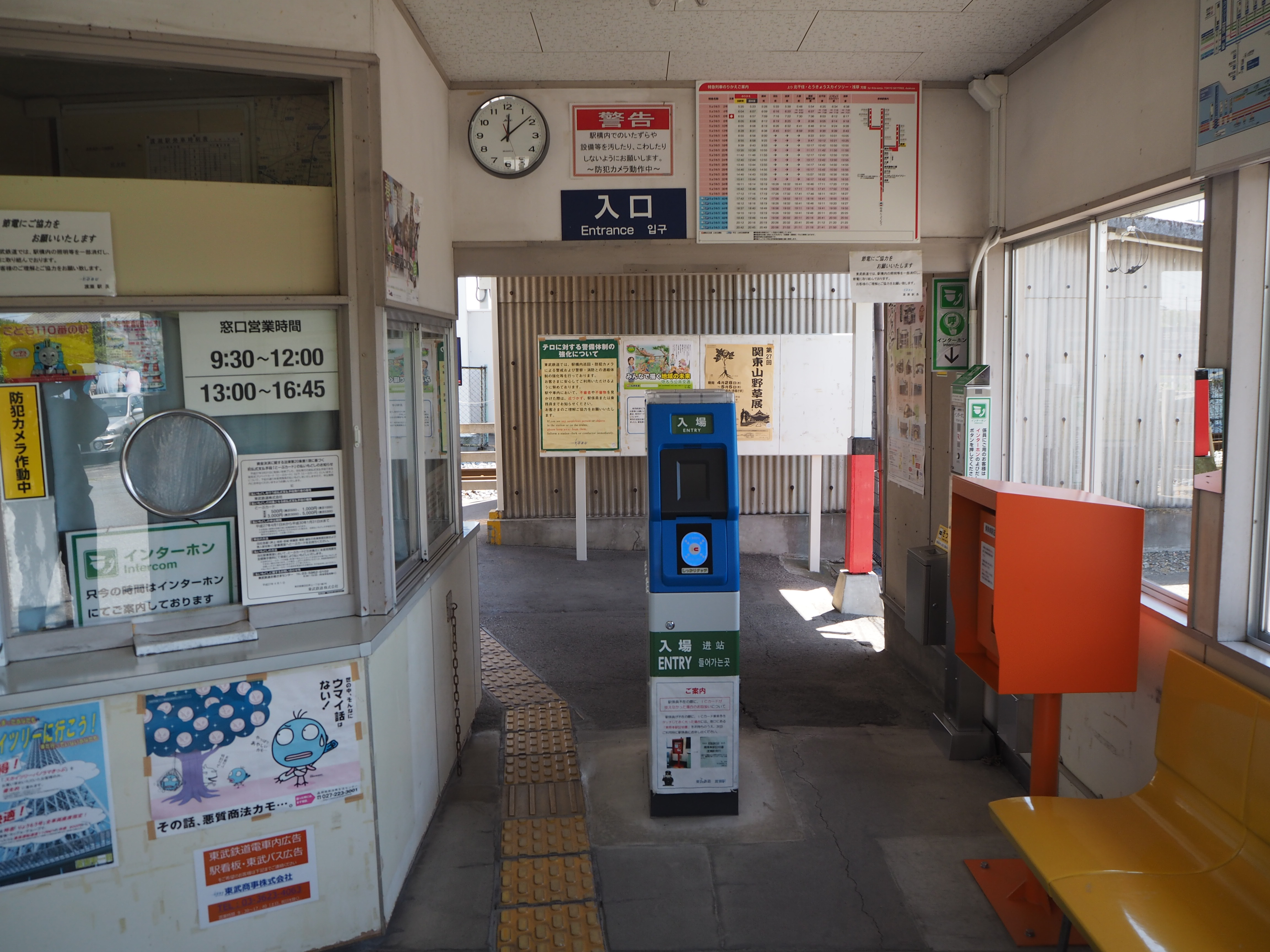
개찰구

## 인접역
| 도부 철도 사노 선                | 도부 철도 사노 선 | 도부 철도 사노 선      |
| -------------------------------- | ----------------- | ---------------------- |
| TI 10 다테바야시 다테바야시 방면 |                   | 다지마 TI 32 구즈 방면 |